# Silvio Frigerio
Silvio Frigerio (Milano, 19 giugno 1890 – Milano, 15 giugno 1957) è stato un calciatore italiano, di ruolo centrocampista.

## Carriera
Dopo gli inizi nell'Unione Sportiva Milanese, ha giocato nel Brescia nella stagione 1914-1915 di Prima Categoria, esordendo il 4 ottobre 1914 nella partita Brescia-Modena (3-1). Ha segnato la sua unica rete con il Brescia il 25 ottobre 1914 nella partita Brescia-Como (2-0).
Nel 1917-1918 ha giocato dei tornei non ufficiali con il Milan. Nella stagione 1923-1924 giocò a Legnano in Prima Divisione.